# Bernhard Tritscher
Bernhard Tritscher (Zell am See, 25 aprile 1988) è un ex fondista austriaco.

## Biografia
Tritscher, originario di Leogang e attivo in gare FIS dal dicembre del 2006, in Coppa del Mondo ha esordito il 14 marzo 2010 a Oslo (54º) e ha ottenuto il miglior piazzamento nella sprint a squadre disputata il 5 dicembre dello stesso anno a Düsseldorf (4º). Ha debuttato ai Campionati mondiali a Oslo 2011, dove è stato 48º nella 50 km e 21º nella sprint; due anni dopo, nella rassegna iridata della Val di Fiemme, si è piazzato 51º nella 15 km e 7º nella sprint a squadre. Ha debuttato ai Giochi olimpici invernali ai Soči 2014, classificandosi 24º nella 50 km e 7º nella sprint.
Nella stagione successiva ai Mondiali di Falun si è piazzato 6º nella 15 km, 28º nella 50 km e 12º nella sprint a squadre; due anni dopo, ai Mondiali di Lahti 2017, si è classificato 45º nella 50 km e 33° nella sprint. Ai XXIII Giochi olimpici invernali di Pyeongchang 2018, sua ultima presenza olimpica, si è classificato 39º nella 15 km, 42º nella 50 km, 16º nella sprint a squadre e 13° nella staffetta; l'anno successivo ai Mondiali di Seefeld in Tirol, sua ultima presenza iridata, è stato 30º nella 50 km e 46º nello skiathlon. Si è ritirato al termine della stagione 2019-2020 e ha disputato la sua ultima gara in Coppa del Mondo il 20 febbraio a Meråker.

## Palmarès

### Coppa del Mondo
- Miglior piazzamento in classifica generale: 45º nel 2016

### Campionati austriaci
- 16 medaglie[1]:
  - 8 ori (30 km TL nel 2011; 50 km skiroll, staffetta nel 2012; 10 km TC, inseguimento nel 2013; 30 km TC, staffetta nel 2014; 9 km skiroll nel 2015)
  - 7 argenti (30 km TL nel 2010; 50 km skiroll nel 2011; 30 km TL, sprint TL nel 2012; 30 km TL, staffetta nel 2013; 50 km skiroll nel 2014)
  - 1 bronzo (10 km TC nel 2012)